# Beth Moore
Wanda Elizabeth "Beth" Moore (nascida Wanda Elizabeth Green; Green Bay, 16 de junho de 1957) é uma evangelista anglicana norte-americana, autora, e professora da Bíblia. Ela é a fundadora dos Ministérios da Prova Viva, uma organização baseada na Bíblia para as mulheres residentes de Houston. 

## Biografia
Beth Moore nasceu em 16 de junho de 1957 em  Green Bay, Estados Unidos e passou sua infância em Arkadelphia.  Ela estudou ciência política na Universidade Estadual do Texas e ganhou um Bacharelado em artes. Em 1978, ela se casou com Keith Moore.

### Ministério
Quando ele tinha 18 anos, ele começou a lecionar na Escola Dominical.  Ela então se juntou à Primeira Igreja Batista em Houston, onde ensinou mulheres. Na década de 1990, ela começou a facilitar conferências para mulheres em várias igrejas em todo o país.  Em 1994, ela fundou o Living Proof Ministries, um ministério de estudo da Bíblia para mulheres. Ele também escreveu vários livros que foram publicados pela LifeWay, uma editora da Convenção Batista do Sul. Em 2015, ele atuou em seu primeiro filme "Quarto de Guerra". Em 2021, ela anunciou que estava deixando LifeWay e a Convenção Batista do Sul porque ela não mais se identificou com a herança da denominação, mas permaneceu batista.
Em 2021, ingressou na Igreja Anglicana na América do Norte, com o marido. 

## Crítica
Em 2019, em uma conferência, quando perguntaram a John F. MacArthur o que ele achava da evangelista Beth Moore, ele respondeu: “Vá para casa”. Ele apoiou seu comentário dizendo que a Bíblia não mostraria o exemplo de uma mulher pregando. O pastor Wade Burleson chamou o comentário de misógino, contrário à Bíblia e ao caráter de Jesus Cristo.

## Obras
- When Godly People Do Ungodly Things – livro (2002), ISBN 978-0805424652
- Believing God – livro (2004), ISBN 978-0805431896
- Who Will You Trust? – série de áudio/vídeo (2007)
- Get Out Of That Pit – livro (2007), ISBN 978-1-59145-552-3
- Songs of Deliverance – CD (2006)
- Fully Alive: série de áudio/vídeo com Beth Moore, James e Betty Robison (2006)
- So Long Insecurity: You've been a bad friend to us – livro (2010), ISBN 978-1-4143-3472-1

### Estudos bíblicos
- To Live is Christ: The Life & Ministry of Paul (1997)
- Living Beyond Yourself: Exploring the Fruit of the Spirit (1998)
- Breaking Free (1999)
- Jesus: The One and Only (2002), ISBN 0-8054-2489-X
- When Godly People Do Ungodly Things: Arming Yourself in the Age of Seduction (2002), ISBN 0-8054-2465-2
- The Beloved Disciple: Following John to the Heart of Jesus (2003), ISBN 0-8054-2753-8
- Believing God (2004), ISBN 0-8054-3189-6
- The Patriarchs: Encountering the God of Abraham, Isaac, and Jacob (2005), ISBN 0-633-09906-6
- Daniel: Lives of Integrity, words of prophecy (2006), ISBN 978-1-4158-2588-4
- A Woman's Heart: God's Dwelling Place (2007)
- Stepping Up: Psalms of Ascent (2007)
- Esther: It's Tough Being a Woman (2008), ISBN 1-4158-5289-8
- "James: Mercy Triumphs" (2011)
- Loving Well
- "Here and Now – There and Then" (Study of Revelation)
- "Children of the Day" (Study of 1 & 2 Thessalonians)